# Южный (Тихорецкий район)
Ю́жный — посёлок в Тихорецком районе Краснодарского края России.
Входит в состав Братского сельского поселения.

## Население
| 2002 | 2010 |
| ---- | ---- |
| 10   | ↗11  |

## Улицы
На хуторе имеется одна улица — Братская.